# Casio Graph 100+
La Casio Graph 100+ est une calculatrice fabriquée par Casio. Nouvelle version de la Graph 100, elle en reprend les mêmes caractéristiques mais possède des fonctionnalités supplémentaires.

## Caractéristiques techniques
- Processeur : Nec V30Mx
- Fréquence d'horloge : bridé à 8MHz dont 5 MHz utilisables
- SRAM : NEC PD442000GU-B85X-9JH : 256 Ko
- Mémoire flash : Fujitsu MBM29LV800BA-90 : 1 Mo
- ROM : Oki MR53V3202K-24 : 4 Mo
- Écran : LCD 128x64 pixels
- Version de ROM : 1.03 / 1.05

## Programmation de la Graph 100+
La Casio Graph 100+ peut être programmée de 3 manières différentes :

### La programmation enBASIC
La gamme de calculatrices Casio Graph possède un langage de programmation proche du BASIC qui est peu performant mais qui est suffisant pour les applications du lycée.

### La programmation enAssembleur
La Casio Graph 100+ peut aussi être programmée sur un ordinateur puis le programme peut être envoyé sur la calculatrice grâce au câble fourni avec la calculatrice. L'avantage du processeur de la Casio Graph 100+ est qu'il est pleinement compatible avec les instructions du microprocesseur Intel 80286.
Cela permet d'utiliser n'importe quel langage de programmation compilé compatible avec le microprocesseur 80286. 

Le langage le plus utilisé est le C et le C++ suivi de l'Assembleur qui permet une grande rapidité d'exécution.

#### CompilateursC/C++pour Graph 100+
Les compilateurs les plus couramment utilisés sont Digital Mars et Turbo C

### La programmation enMLC
Le MLC (Multi-platform Language for Calcs) a été créé en 2004. Il s'agit d'un langage de programmation interprété prévu afin de remplacer le BASIC pour développer des jeux.
Après avoir installé l'Add-In sur votre calculatrice à l'aide du câble "Casio-PC", vous pouvez profiter du MLC et programmer au même endroit que les applications en BASIC.
La rapidité d'exécution des tâches, l'utilisation de trois niveaux de gris et la compatibilité avec les calculatrices Texas Instruments TI-83 et TI-86 sont les grandes forces du MLC. Une version MLC2 est en développement mais le projet reste pour l'instant suspendu à la version bêta 4.

### La programmation enLUA
Le LUA a été porté en 2010 pour Graph 100(+), afin de pouvoir programmer sur un langage interprété plus complet que le BASIC Casio, tout en étant plus facile que le C/C++. Il en résulte un langage performant, rapide, utilisant 5 couleurs + un canal alpha (transparence), la gestion de sprites... Utilisé comme Add-in sur la calculatrice, et les jeux compilés comme programme BASIC chiffré, le LUA reste une bonne alternative entre la vitesse du C/C++, tout en gardant une simplicité de programmation similaire au BASIC Casio. L'interpréteur est environ deux fois plus rapide que le MLC et un programme bien codé peut arriver à la vitesse de son équivalent en C/C++.